# Saint-Eustache, Haute-Savoie
Saint-Eustache este o comună în departamentul Haute-Savoie din sud-estul Franței. În 2009 avea o populație de 470 de locuitori.

## Evoluția populației
| An        | 1975 | 1982 | 1990 | 1999 | 2006 | 2009 |
| --------- | ---- | ---- | ---- | ---- | ---- | ---- |
| Populație | 239  | 297  | 335  | 392  | 466  | 470  |